# William E. Paden
William E. Paden (* 1939 Boston) je americký religionista. Zabývá se především srovnávací religionistikou.

## Život
Narodil se v Bostonu. Po maturitě začal studovat filozofii, kterou ukončil v roce 1961 a poté začíná studovat srovnávací religionistiku. Tu ukončil v roce 1967. Od té doby působí na vermontské univerzitě,kde zastával post profesora srovnávací religionistiky do jara 2009.